# 亞塞拜然民主啟蒙黨
亞塞拜然民主啟蒙黨（亞塞拜然語：Azərbaycan Demokratik Maarifçilik Partiyası ，簡稱ADMP）是亞塞拜然的一個政黨。該黨成立於1995年8月4日，總部設立於亞塞拜然之首都巴庫。

## 議會席位
亞塞拜然民主啟蒙黨在2015年亞塞拜然議會選舉中，提名了一名候選人埃爾尚·穆薩耶夫並當選，因此該黨在亞塞拜然國民議會獲得一個席位。

## 黨員人數
亞塞拜然民主啟蒙黨黨員目前約有1000人。

## 意識形態
亞塞拜然民主啟蒙黨的意識形態為保守主義。